# Économie romaine

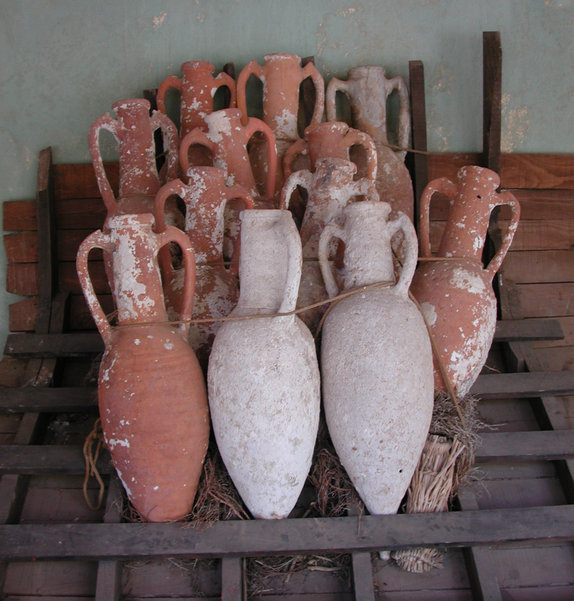
Amphores au château de Bodrum en Turquie.

L’économie sous la Rome antique s'est fortement développée à partir du IIe siècle av. J.-C. en même temps que l'expansion territoriale. Cette croissance est due à plusieurs facteurs : d'une part la maîtrise d'un certain nombre de techniques et d'autre part les butins de guerre, les recettes d'imposition, et la main d'œuvre gratuite que constituent les esclaves. Rome a contrôlé de vastes territoires naturels et de grandes ressources humaines sa puissance économique venait principalement du commerce et de l'agriculture. L'effondrement du système financier est une des raisons estimées du déclin de l'Empire romain d'Occident.

## Notion d'économie
La notion d'économie ne recouvre pas le sens actuel (libre échange, libéralisme, etc.) car elle ne relève pas de décision d'État, mais les activités économiques relèvent des activités économiques individuelles et de l'évergétisme si l'on fait abstraction de la monnaie, de la fiscalité, de l'administration essentiellement constituée de l'armée et des fonctionnaires des impôts et de l'approvisionnement de Rome. Même si sous l'Empire, l'empereur était le premier propriétaire agricole et industriel, les décisions prises par le pouvoir n'avaient que peu d'effet et d'ailleurs n'avaient pas pour objectif d'en avoir. En outre, chaque région et même chaque cité, selon les époques ont bénéficié de situations qui peuvent être fort différentes. La misère pouvait côtoyer l'opulence. Les régions et les cités avaient leur propre système de financement.

## Histoire
Les Romains étaient à l'origine des paysans, cultivant du blé dans les zones drainées. La richesse se mesurait en tête de bétail (pecunia). À partir du VIIIe siècle av. J.-C., le commerce se développe, sûrement sous le développement du commerce du sel et Rome est fondée. Dès lors la population croît, il se développe un artisanat souvent d'origine étrusque, mêlant des populations latines, sabines, étrusques. Un marché y est tenu tous les neuf jours (Nonae), les paysans se rendaient en ville.
Rome continue de s'agrandir et d'acquérir des territoires au fil des guerres, qui comme les guerres puniques ruineront les Romains. À la fin de ces guerres, il se met en place des grandes exploitations qui commencent à remplacer la vigne et le blé par l'olivier tandis que les petits propriétaires sont ruinés. L'afflux d'esclaves travaillant entre autres ces exploitations change la nature de l'économie romaine. Les guerres serviles ne modifieront pas la nature économique de l'empire. Les provinces conquises (surtout l'Égypte), pour nourrir l'Italie sont mises à contribution. L'empire devient tributaire sur le plan alimentaire. La population la plus pauvre de Rome dépend, en grande partie, de l'État pour se nourrir. Les conquêtes sont l'occasion pour l'état d'acquérir de nouvelles terres, des nouveaux fonds et une nouvelle clientèle.
Au IVe siècle, les grandes métropoles d'Orient comme d'Occident retrouvent leur dynamisme perdu pendant la crise du IIIe siècle. Le grand commerce des produits de luxe est toujours très prospère. Le trafic continental semble lui s'être quelque peu étiolé. Trèves sur le limes, devenu résidence impériale connaît une prospérité sans précédent. Cependant on peut constater que c'est surtout la politique monétaire de Constantin qui creuse les inégalités entre les riches et les pauvres. Il maintient le cours des pièces en or, les solidus, que seuls les plus aisés peuvent thésauriser mais laisse se dévaluer les monnaies de cuivres nécessaires aux échanges quotidiens ce qui réduit le pouvoir d'achat des masses populaires. La création d'une monnaie intermédiaire correspondant à un tiers de solidus ne permet pas de combler les écarts.
En 395, alors que s'amorce le partage définitif entre l'Orient et l'Occident, l'économie de l'Occident demeure fragile. Seuls quelques ateliers impériaux et quelques centres de production de céramique conservent encore un réel dynamisme. Le commerce est tenu par des colonies de marchands juifs et syriens. Les campagnes dépendent pour leur survie de l'établissement des populations germaniques, ceci particulièrement au Nord de la Gaule et en Illyricum (province romaine crée sous Vespasien, située sur les côtes de la rive orientale de l'Adriatique). L'économie de l'Orient, par contre, est florissante. C'est le centre économique et commercial du monde romain. L'agriculture y est prospère.
Plusieurs théories sont alors avancées pour expliquer la chute de l'empire, par exemple :
- L'économie de l'empire devient de plus en plus fragile du fait qu'il y eut un manque de nouvelles sources de richesse et du fait que Rome prit l'habitude d'acheter la paix, alors qu'auparavant elle recevait tribut.

## Finances publiques

### Monnaie

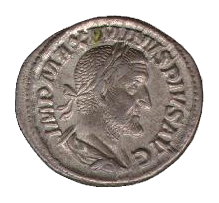
Un Antoninien, Monnaie romaine du IIIe siècle

Les débuts de Rome ont vu les échanges sur la base du troc[réf. nécessaire], et la circulation d'espèces monétaires grecques. Avant le IIIe siècle av. J.-C., au centre de l'Italie, on utilisait des pièces sans effigie, au poids. La première monnaie romaine, l'as avait en principe une valeur d'une livre romaine de cuivre, quelquefois moins. Les pièces romaines valaient donc plus que leur valeur en métal. Rome a développé un système monétaire stable à partir de la deuxième guerre punique afin de pouvoir aisément financer les dépenses militaires. L'afflux de métal précieux après les victoires romaines pérennisa ce système monétaire, fondé sur l'argent et le bronze (denier et sesterce). Les monnaies d'or (aureus) apparaissent sous Jules César.
Après Néron, la valeur légale du denier d'argent avait trois fois sa valeur en métal.
La crise du IIIe siècle s'accompagna d'un effondrement monétaire, suivi sous Dioclétien et Constantin Ier d'une stabilisation sur les monnaies d'or (solidus), les monnaies d'argent et de bronze n'étant plus soutenues.
La circulation monétaire romaine s'est étendue au-delà des frontières de l'Empire, on a retrouvé jusqu'en Inde des pièces de laiton, bronze, cuivre ou métal précieux.

### Revenus

#### Sous la monarchie
Sous la monarchie, l'État percevait des redevances sur l'ager publicus. Les droits de douane, les pacages (scripturae), les droits de péage ou d'octroi (portorium ou quadragesima) sont prélevés. Des corvées sont vraisemblablement exigées. La confiscation de biens (bona damnatorum) et surtout les butins de guerre en nature (pradea) ou en monnaies (manubiae) sont des revenus exceptionnels.

#### Sous la république
On sait que les citoyens romains payaient un impôt sur les terres et les biens (Tributum ex census) proportionnellement à leur fortune pour couvrir les dépenses de guerre uniquement. Après -167, les citoyens romains furent exemptés du tributum, et les dépenses couvertes par les revenus tirés des provinces. Les paiements en nature, la dîme (decuma) sont peu à peu remplacés par le stipendium ou tributum ex census versé en argent suivant les besoins du moment. En outre se rajoutent la capitation, un impôt impopulaire sur les personnes qui deviendra un impôt foncier sous Dioclétien, un impôt sur les colonnes (columnarium). Des impôts exceptionnels peuvent également être réclamés comme l'aurum coronarium versée par les cités ou l'aurum tironicum versée pour le recrutement de troupes, l'indiction, l'annone militaire. Mais aussi la production des mines qui va devenir monopole d'État, la récupération des biens tombés en désuétude ou les amendes.
Sous la République romaine, deux censeurs organisent les grands flux monétaires de l'État. Toutes les recettes alimentent le trésor public (aerarium Saturni). Tous les cinq ans les censeurs supervisent la rentrée des impôts en concédant les perceptions d'impôts aux sociétés de publicains, et en engageant les dépenses d'investissement pour les grands travaux. Les dépenses ordinaires de la République sont gérées par des questeurs, sous le contrôle du sénat romain, assez formel. Le stock monétaire (Ærarium) est conservé dans le temple de Saturne.

#### Sous le principat
Avec l'avènement de l'empire romain, un changement majeur se met en place car l'empereur assume le contrôle des finances. Auguste met en place un système qui laisse au sénat le contrôle, mais uniquement en apparence. Auguste crée de nouvelles taxes (vectigalia) par exemple le 1 % sur les ventes et les mutations, la vicesima libertatis et hereditarium, la taxe de 5 % sur les affranchissements et les successions qui passera à 10 % sous Sévère, une taxe sur les célibataires (aes uxorium). Les autres prélèvements continuant à exister. Les particuliers comme des provinces (or coronaire), lors des événements, font des dons directs à l'empereur.
Le trésor, comme l'empire, est alors découpé en provinces. Les trésors publics locaux, toujours appelés Ærarium, sont sous la dépendance du fiscus, trésor central, aux mains de l'empereur. Il y a confusion entre les biens de l'empereur et biens de l'État. Le fiscus voit initialement le jour comme un fonds privé et est géré par les rationalis. Le système de distribution semble alors fonctionner bien que le pouvoir central fasse souvent effectuer des transferts de fonds. Peu à peu, le fiscus englobe tous les fonds publics du pouvoir central.
Caligula crée une taxe sur les procès qui disparaîtra avec lui, Vespasien créé une taxe sur les latrines. Sous Hadrien, le fiscus est mis sous la responsabilité d'un chevalier romain. À partir de Dioclétien, tout l'empire est soumis à l'impôt foncier (capitatio terrena). Le système de fermage disparaît peu à peu.

#### Sous le dominat
Au IIIe siècle, plus certainement sous Septime Sévère, le trésor impérial a été divisé en patrimonium, biens privés de la maison royale et le fiscus. Après la crise du IIIe siècle, Dioclétien effectue une réforme profonde, le trésor dépend de nouveau directement de l'empereur. Sous Constantin Ier émerge un embryon de ministère des finances, le comes sacrarum largitionum réunissant le fiscus et les Ærarium.
Le comes sacrarum largitionum était responsable de la récolte des impôts, taxes et tributs, des mines, des budgets des administrations. Sous le comes sacrarum, dans chaque diocèse se trouvaient les comes largitionum dirigés par les rationales summarum. Ces agents, les décurions, membres des administrations territoriales appelées curies, étaient les fonctionnaires les plus visibles aux IVe et Ve siècles.
Seuls les magister officiorum et les comes rerum privatarum pouvaient contrer le pouvoir politique ou financier des comes sacrarum largitionum. Le magister officiorum prenait les décisions militaires et de renseignements les plus importantes, gérait le budget pour les monuments, etc. Le comes sacrarum largitionum devait avoir une autorité partielle sur ces décisions.
Des nouveaux impôts directs en espèces apparaissent, comme la collatio glebalis pour les terres sénatoriales et le chrysargyre pour les marchands.

### Dépenses
Sous la République, les magistrats n'étaient pas payés, les colonies et les municipes étaient autonomes. Par contre les gouverneurs des provinces reçoivent des indemnités et les esclaves publics un petit salaire. Sous l'empire les charges augmentent brusquement à la suite de la formation du corps des fonctionnaires impériaux en constante croissance. Selon Vespasien, le budget pour les fonctionnaires était de 40 millions de sesterces.

#### «Services publics»
Les fonds servaient aux responsables politiques, par le principe du clientélisme, à se maintenir au pouvoir. Ces fonds servent au fonctionnement de l'État proprement dit mais aussi à construire des édifices publics (voir Publicains), et à entretenir les constructions existante (pont, route, aqueduc...). À partir de l'empire seules les constructions de Rome sont entretenues. L'État dépense pour entretenir l'armée professionnelle, ou encore pour offrir des services, qui pourraient s'apparenter à nos services publics, pour par exemple certains thermes, l'approvisionnement en eau, les cultes religieux publics, la médecine, les spectacles subventionnés (théâtre, Cirque, Jeux, festivals religieux) et surtout des distributions de nourriture gratuite à Rome, voire d'argent annone. La distribution gratuite de blé constitue un enjeu politique. Auguste est perçu comme un bienfaiteur aux yeux de la population après leur avoir distribué du blé gratuitement.

#### Rôle économique des militaires et des fonctionnaires
De nombreuses villes tirent leur origine, voire leur nom, de ces camps romains, principalement dans les anciennes provinces frontières de l'Empire, où étaient établis les forts les plus importants. En effet les camps fournissaient du travail aux nombreux romanoi qui suivaient les légions.
Le budget militaire passe de 65 millions de deniers sous Auguste-Domitien à 195 millions sous Caracalla-Dioclétien. Les soldes représentent sous l'Empire environ 40 % à 70 % du budget de l'État.

## Produit intérieur brut
Les estimations du produit intérieur brut fournies par les historiens sont très spéculatives du fait du manque de sources.
| Unit                         | Unit                         | Goldsmith 1984          | Hopkins 1995/6 | Temin 2006    | Maddison 2007 | Bang 2008     | Scheidel/Friesen 2009 | Lo Cascio/Malanima 2009 |
| ---------------------------- | ---------------------------- | ----------------------- | -------------- | ------------- | ------------- | ------------- | --------------------- | ----------------------- |
| PIB per capita               | Sesterces                    | 380 HS                  | 225 HS         | 166 HS        | 380 HS        | 229 HS        | 260 HS                | 380 HS                  |
| PIB per capita               | équivalent en blé            | 843 kg                  | 491 kg         | 614 kg        | 843 kg        | 500 kg        | 680 kg                | 855 kg                  |
| PIB per capita               | Dollars américain de 1990    | –                       | –              | –             | 570 USD       | –             | 620 USD               | 940 USD                 |
| Population (Année d'approx.) | Population (Année d'approx.) | 55 M (14 AD)            | 60 M (14 AD)   | 55 M (100 AD) | 44 M (14 AD)  | 60 M (150 AD) | 70 M (150 AD)         | – (14 AD)               |
| PIB total                    | Sesterces                    | 20,9 giga HS            | 13,5 G HS      | 9,2b G HS     | 16,7 G HS     | 13,7 G HS     | ~20 G HS              | –                       |
| PIB total                    | équivalent en Blé            | 46,4 millions de tonnes | 29,5 Mt        | 33,8 Mt       | 37,1 Mt       | 30 Mt         | 50 Mt                 | –                       |
| PIB total                    | Dollars américain de 1990    | –                       | –              | –             | 25,1 giga USD | –             | 43,4 giga USD         | –                       |

Durant l'empire, l'Italie est considérée comme la plus riche des régions. Le PIB de celle-ci est estimé à de 40 % à 60 % plus élevé que dans le reste de l'empire.

## Une économie fondée sur l'esclavage
L'esclavage devient le moteur de la société romaine après la deuxième guerre punique, lorsque les riches Romains commencent à créer des grandes propriétés (Latifundium) dans les provinces conquises. Les évaluations faites laissent à penser que les esclaves représentaient la moitié, voire le double, des citoyens. Cette proportion était encore plus importante dans les campagnes. Ils occupaient tous les types de fonctions, des plus spécialisés, comme les enseignants grecs, aux plus répétitives et méprisées comme les fabricants de briques. Leurs conditions de vie et les traitements très durs auxquels ils ont été soumis se sont légèrement améliorés après les guerres serviles. Ce type d'économie a marqué ses limites dès le Ier siècle et les affranchissements ont ensuite été importants.

## Secteur primaire

### Agriculture

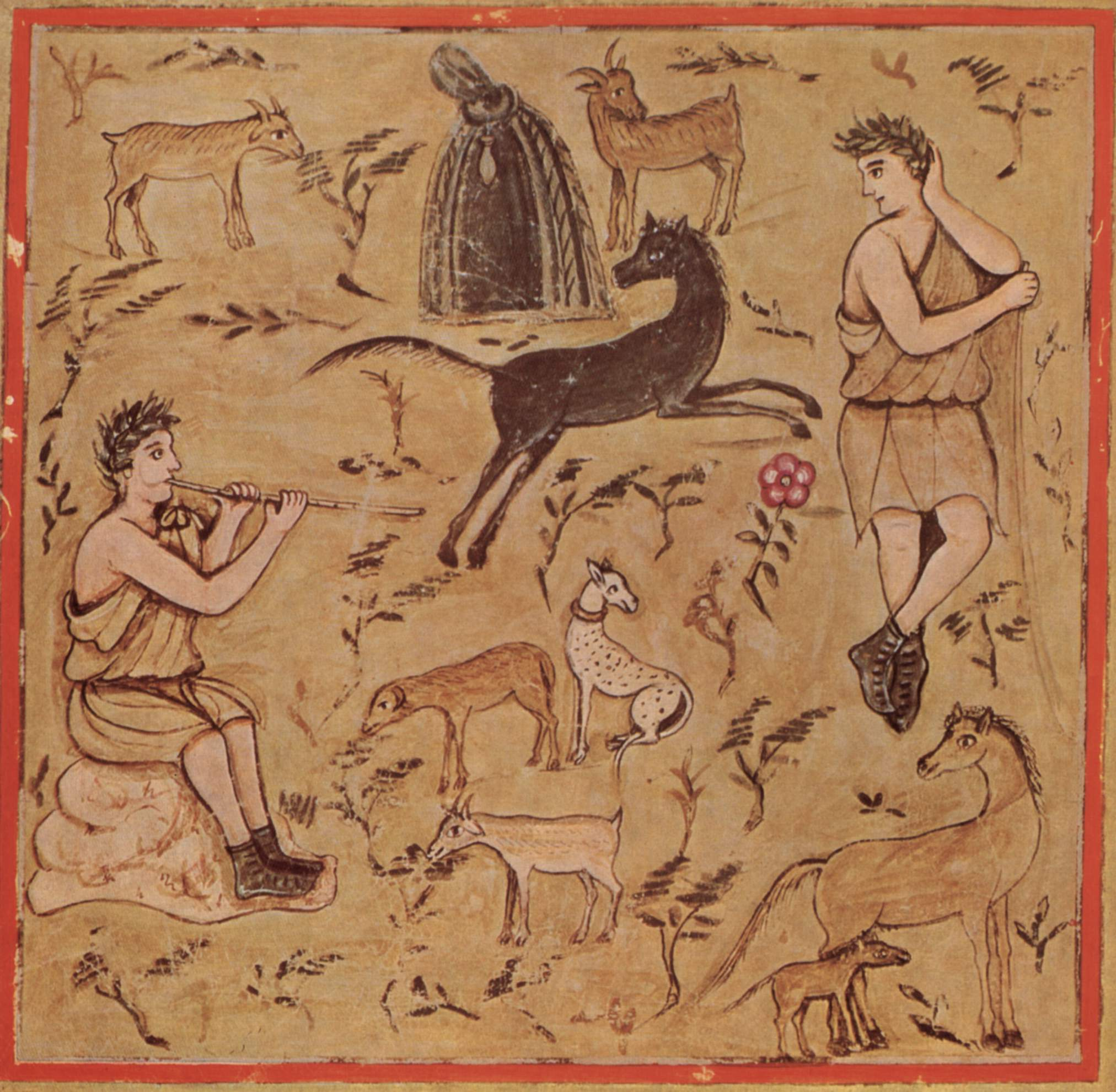
Pâtres et troupeaux, Géorgiques. Première moitié Ve siècle.

Au Ier siècle, l'importance de l'esclavage permet de créer de vastes domaines agricoles de vigne ou d'oliviers ce qui facilite la pratique du libre-échange. Peu à peu les petits paysans disparaissent, ne pouvant rivaliser avec les prix des Latifundia. L'annexion de la Sicile, la Tunisie, et l'Égypte permettent une livraison régulière de blé, en contrepartie, l'Italie fournissant de l'huile d'olive et du vin. Si la rotation culturale était pratiquée, la productivité restait faible, environ une tonne par hectare.
La question agraire est un problème fondamental qui a perturbé la République romaine pendant toute sa durée. C'est un trait essentiel qu'il faut comprendre car elle est une des causes du déclin de la République. Cela représente de nombreux problèmes. Par exemple, d'une part sur le plan social, c'est l'accroissement des citoyens dépossédés et ruinés, les proletarii que Rome n'arrive pas à assimiler et l'image qu'ils véhiculent dans une Rome où transitent tant de richesses et qui dépendent des aides de l'État, d'autre part sur le plan économique, d'un côté des paysans sans terre et de l'autre des terres sans paysans. En 136, le recensement met en évidence une perte de 10 000 citoyens par rapport à celui de 141. Cela montre que le problème est réel mais tous ceux qui ont tenté de pallier ce problème s'y sont cassé les dents.

### Mines et salines
L'activité la plus importante après l'agriculture était l'extraction minière et l'extraction de pierre pour construire les monuments.
Les mines peuvent être publiques ou privées. On sait par exemple que sous la République, Crassus (m. 53 a.c.) possède des mines en péninsule Ibérique. Quant aux mines du domaine public, elles sont affermées à des sociétés de publicains qui en ont la gestion. À partir de la mise en place du principat (27 a.c.), certaines mines appartiennent à l'Empereur à titre privé, comme les mines de Chypre et d’Égypte qui sont la propriété d'Auguste. De plus, l'Empereur accroît le contrôle de l’État sur les mines privées qui doivent verser une partie du minerai extrait au fiscus.
Le travail y étant particulièrement pénible, il est effectué par des esclaves ou des condamnés. Elles sont alors surveillées par des procurateurs. Les principaux lieux d'exploitation sont les Balkans, l'Asie Mineure, la Gaule et l'Espagne. Le minerai n'est pas traité sur place, mais dans certaines régions spécialisées.
Le sel, très important pour la conservation des aliments, est extrait dans la région d'Ostie depuis la Préhistoire. Le sel était aussi très important pour les animaux pasteurs et fut l'une des premières marchandises échangées en volume à la période de la fondation de Rome. Le commerce se faisait par bateaux. Une voie romaine porte le nom de Via Salaria, voie de première importance car elle permettait également le commerce avec le pays des Sabins. Ce commerce, en utilisant Rome comme marché, à 30 km des salines, est sûrement à l'origine du développement de Rome.

## Industrie
Les autres activités (bois, laine, cuir...) sont exercées à l'échelon artisanal. Chaque région de l'Italie est spécialisée dans une fabrication. Les artisans se regroupent en corporations d'hommes libres. L'esclavage est aussi largement utilisé.
On ne peut pas vraiment parler d'industrie mais plutôt d'artisanat. La plupart des ateliers ne disposaient pas plus d'une douzaine de travailleurs. Les fabriques de briques pouvaient, elles, compter une centaine de travailleurs, vraisemblablement tous esclaves. Tous les maîtres artisans ne donnaient leurs secrets qu'à leurs apprentis de façon à éviter la concurrence des autres artisans et à assurer, par leur réputation de maître, le recrutement des meilleurs apprentis. Les plus imposantes réalisations architecturales ont été l'œuvre de savants architectes, formés également par un système d'apprentissage qui aura pour héritier le Compagnonnage du Moyen Âge.
La plupart des professions étaient très spécialisées, ainsi environ 500 épigraphes d'expressions latines sont connues pour définir des professions et définissent plus de 200 métiers différents. Il y a cependant confusion entre la profession et l'activité.
Les catabolenses forment la corporation des ouvriers chargés de faire tourner les moulins. Mais, comme le révèlent les fouilles de Pompéi, la corporation des foulons semble avoir été la plus puissante de toutes. Elle se composait de teinturiers, blanchisseurs voir de tisseurs.
On y trouvait également des menuisiers, ébénistes, vanniers, potiers, chaudronniers mais aussi des plâtriers (dealbatores). Les saponarius fabriquaient des savons et les vendaient, le vascularius produisait des récipients métalliques.
Il existait dans tous l'empire des ateliers impériaux où les conditions de vies étaient réputées pénibles bien que les employés étaient souvent libres, du moins au bas-empire.

## Commerce
Le commerce romain a été le moteur de l'économie de la fin de la république romaine et du début de l'empire. Le latin, « lingua franca », la sécurité et la maîtrise des voies de communication ainsi que les conquêtes militaires ont favorisé le développement du commerce. Il s'agit de biens de luxe comme de produits de la vie quotidienne. La longévité de leur empire s'explique par la puissance de leur commerce.
Alors que le commerce était théoriquement interdit pour les membres du sénat et leurs familles, les chevaliers romains, eux, malgré leurs rôles militaires, le pratiquaient, quelles que soient leur classe et leur fortune. Les plébéiens et les affranchis pratiquaient également le commerce et l'artisanat. L'usage de l'esclavage était généralisé. Les esclaves effectuaient les travaux les plus pénibles et les plus durs. D'autre part le commerce des esclaves était lui-même lucratif.
Le commerce de ces diverses denrées se fait dans les centres appropriés, le Forum Suarium pour la viande de porc, le Forum Vinarium sur l'Aventin pour le vin. Ces diverses denrées parviennent aux habitants de Rome sous une double forme, la vente à prix réduit et les distributions gratuites. Le Forum Cuppedinis était un marché (macellum) dans lequel étaient vendus les biens généraux : vaches, vins, poissons, herbes et légumes. Outre les marchés, comme au Moyen Âge, se tenaient des foires.
Des impôts étaient prélevés sur les marchés. Les taxes n'étaient pas très lourdes. À Oxyrhynchos, elles étaient de 1 obole par jour et par étal. Les impôts pouvaient, selon les régions représenter jusqu'à 1 % des ventes.

### Commerçants
Il existait deux types de commerçants, les negotiatores et les mercatores.
- Les negotiatores étaient des usuriers et vendaient les produits de base en gros.
  - Les argentarii étaient considérés comme une sous-classe à part des negotiatores et remplissaient le rôle de banquiers en gardant les dépôts individuels et en encaissant les lettres de crédit (prescriptio) et de change.
  - Les mensarii faisaient le même travail que les argentarii mais étaient employés par l'État.
- Les mercatores fabriquaient et transportaient les marchandises.

La vente du blé représente un monopole grâce auquel l'État n'a pas à craindre la concurrence des particuliers. Commerçant et fabricant, il vend l'ensemble des denrées dont il dispose, aux boulangers (pistores, profession héréditaire), s'il s'agit de blé, aux autres commerçants de détail pour les autres produits.
L’Emporos, nom d'origine grecque, désigne un homme qui était à la fois marchand et marin : il recevait d'un armateur un navire qu'il dirigeait dans un voyage de commerce, dont les bénéfices appartenaient à celui qui l'employait.

### Importation des biens
Les biens les plus transportés étaient des aliments comme les céréales, l'huile, le vin, la viande ou le garum pour l'approvisionnement des grandes villes. Après un examen des amphores parvenues à Augst sous l'Empire, 52 % des amphores provenaient d'Hispanie (huile, vin, garum), 38 % de Gaule romaine (vin, garum et olives), 3 % d'Italie (huile, vin, garum) et 6 % de l'espace méditerranéen oriental (vins des îles Égéennes, dattes et figues). Les Gaulois importaient durant l'Empire 120 000 hl de vin italien. Le commerce de textile se faisait aussi sur grande échelle. Une inscription d'un negotiator artis vestiariae et lintiariae (marchand de vêtements) a été trouvé à Augsbourg. La pourpre venait aussi d'Asie mineure.
Peu de choses sont connues sur ces importations, on ne les connaît que par quelques exemples ponctuels. Annuellement on importait à Rome par exemple 150 000 tonnes de céréales uniquement d'Afrique, par bateau. Les céréales étaient stockées alors dans des dépôts énormes (horrea).
Rome importait de partout bon nombre d'animaux sauvages vivants pour ses jeux.

### Infrastructures
Toutes les cités comportaient un forum ; elles étaient reliées entre elles par des voies romaines, voies navigables et les routes maritimes après la victoire sur Carthage. De nombreuses villes se sont créées autour des légions. Après le Ier siècle, le volume des biens manufacturés a tendance à augmenter et les biens à se spécialiser comme le grain en provenance d'Égypte et du nord de l'Afrique, le vin et les olives d'Italie… Rome commerçait également avec la Chine par la route de la soie : en 166 une ambassade romaine est arrivée à Luoyang, capitale de l'empereur chinois Huandi.
L'archéologie sous-marine et les manuscrits antiques montrent l'importance de la marine de commerce romaine. Les traces les plus importantes en sont les vastes ports commerciaux, les entrepôts et les phares des ports comme Ostie, Leptis Magna et Caesarea Palaestina. Monte Testaccio est une trace de ce commerce. Les navires de Rome n'avaient pas d'avance technologique par rapport à ceux des puissances maritimes ayant maîtrisé les mers avant eux. Le navire de transport romain le plus répandu s’appelait l’oneraria, qui mesurait de 20 à 30 mètres de long et de 8 à 10 mètres de large en moyenne.
La marine militaire romaine a su par contre faire la chasse aux pirates et permettre, en assurant la sécurité, le commerce lucratif entre des contrées éloignées.
Certains biens, comme les grains et les matériaux de construction, voyageaient uniquement par mer. Le voyage maritime était estimé au IIe siècle av. J.-C. revenir soixante fois moins cher que le transport par terre, peu pratique pour le transport en grosses quantités. Les transports entre l'Égypte ptolémaïque et Rome étaient quotidiens, notamment à cause de l'importance du commerce du blé pour faire du pain. Il fallait un mois pour aller de Gadès à Alexandrie en passant par Ostie.
L'eau, source d'énergie hydraulique, est conduite par des aqueducs et des canaux pour faire tourner la roue hydraulique et le moulin à eau (moulin à grain mais aussi moulin industriel écrasant du minerai, des écorces de chêne ou actionnant des hydrauliques), comme le montre le complexe romain Aqueduc et moulins de Barbegal.
Les animaux utilisés pour le transport étaient les ânes et mulets, les bœufs et, dans les régions orientales de l'empire, le chameau. Le transport par chevaux était prohibitif et réservé au transport des personnes.

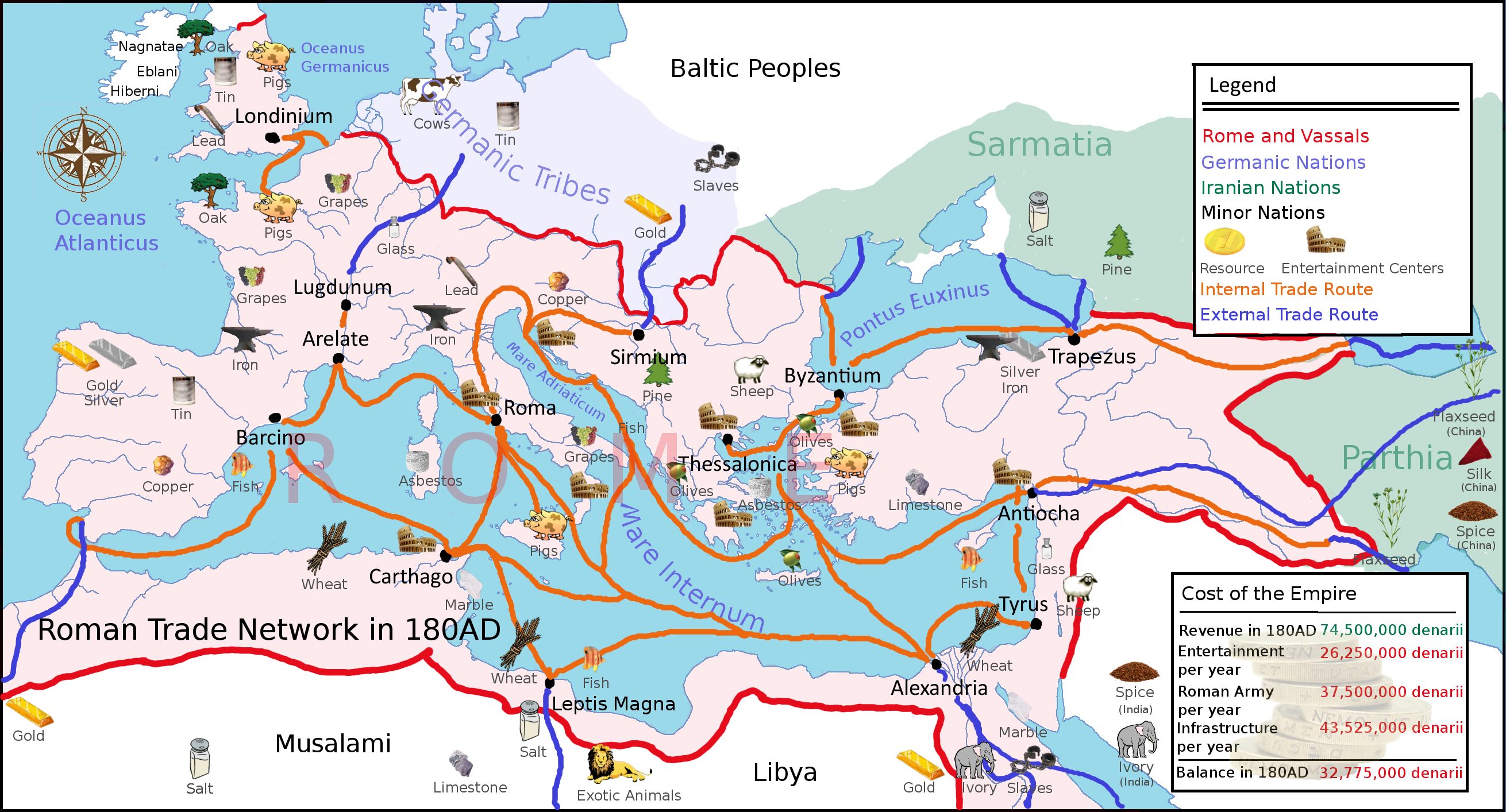
Routes commerciales romaines vers 180

#### Navigation

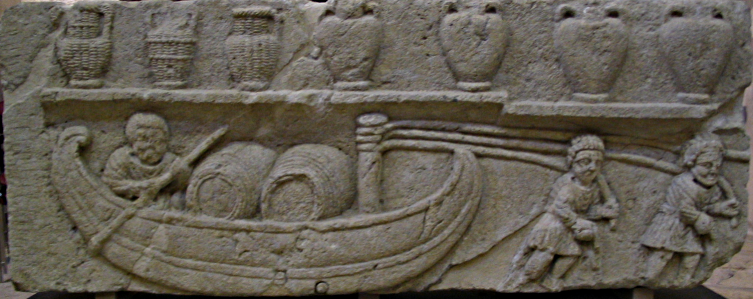
Les nautes arlésiens transportant du vin sur la Durance

La navigation commerciale augmente tout au long de l'histoire de la Rome antique. La majeure partie des biens est transportée par la flotte commerciale (naves onerariae). Le tonnage moyen se situe autour de 200 tonneaux, mais peut atteindre avec certains navires plus de 3 000. La navigation restait une entreprise hasardeuse, ne disposant ni de boussole, ni d'étambot. La vitesse était approximativement de 5 nœuds. D'autre part, en raison des vents, les durées de voyage sont cinq fois plus longues d'orient vers l'occident que l'inverse. Les armateurs (navicularius) étaient soumis à une étroite réglementation dans la mesure où ils assuraient le ravitaillement des grandes cités.
La corporation des bateliers (navicularii) s'occupait du transport maritime et fluvial. Les sacarii procèdent au transbordement sur des navires fluviaux, puis les codicarii convoient la marchandise à Rome. Les nautes et les utricuculares sont des bateliers.

#### Routes commerciales

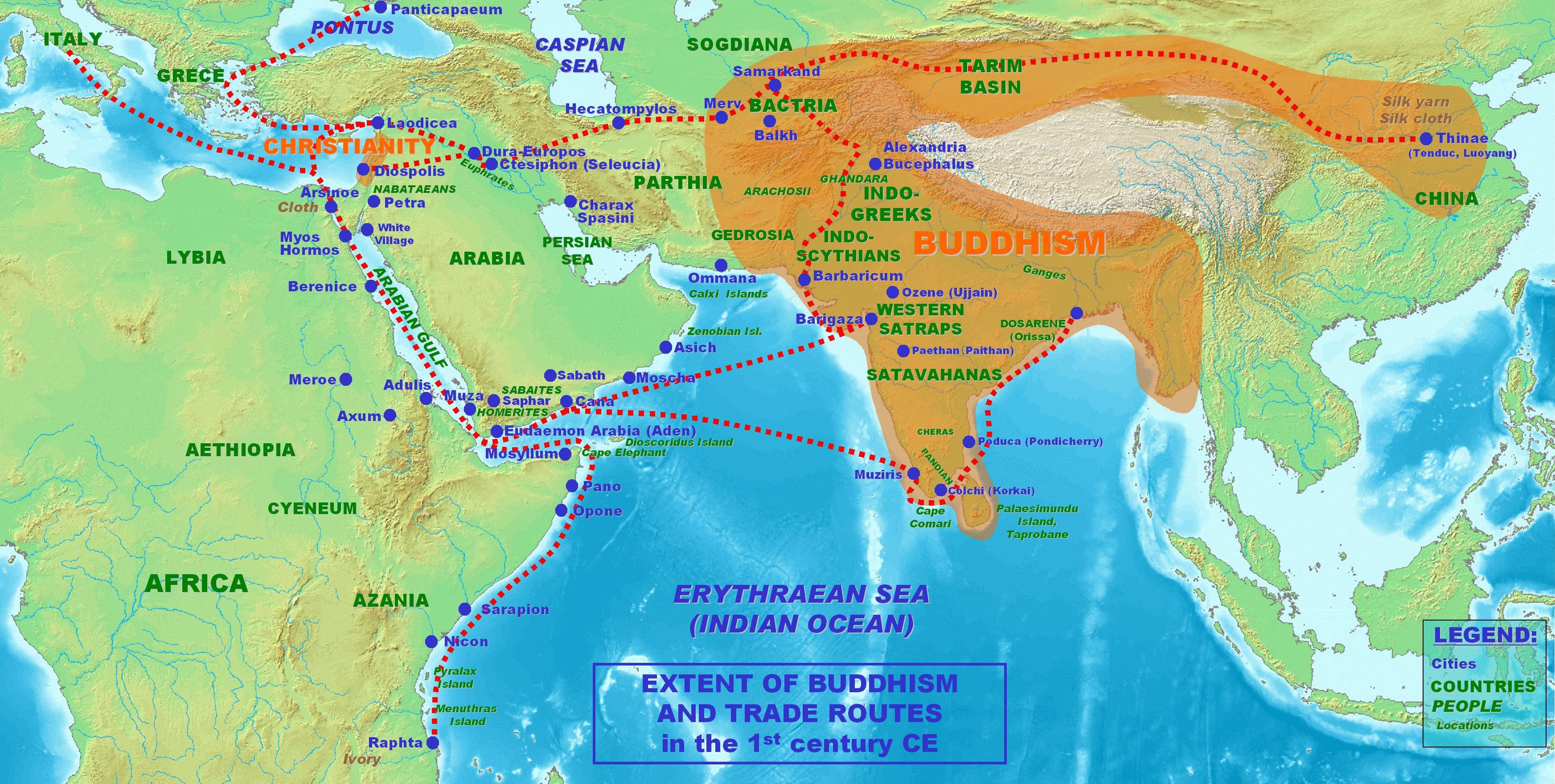
Extension du bouddhisme et commerce au Ier siècle

Les églises de l'Orient au Moyen Âge : tout au long de leur parcours, les pèlerins trouvaient des communautés chrétiennes avec des églises et monastères pour les héberger

##### Europe du Nord
Avec le nord durant la période impériale, le commerce se fait le long des limes, le long du Rhin, et les marchandises peuvent aller jusqu'en Scandinavie. On commerce les esclaves, les peaux et des salaisons, particulièrement l'ambre, les poteries, les bijoux et amulettes.
Les nordiques importent avant tout de la céramique, des récipients de bronze et de verre, de la vaisselle d'argent, des armes, des bagues et des textiles.

##### Afrique
D'Afrique, Rome importe beaucoup de céréales et d'animaux sauvages.

##### Asie
Selon les informations actuellement disponibles sur le commerce vers l'est et l'océan Indien à partir Ier siècle, les marins utilisent les ports égyptiens de Bérénice Troglodytica, Leulos Limen et Myos Hormos sur la mer Rouge pour atteindre les ports de Muziris et Nelkynda sur la côte de Malabar. 
Les partenaires commerciaux sont principalement les royaumes des dynasties tamoules Pândyas, Cholas et Cheras. 
De nombreux sites, comme celui d'Arikamedu, près de Pondichéry, dans le Tamil Nadu, témoignent de l'importance de ce commerce.
De nombreuses descriptions de ces ports indiens sont incluses dans Le Périple de la mer Érythrée. 
Les voyages se font de juillet jusqu'à août vers l'est, et les commerçants reviennent avec les vents porteurs en février. 
Les contacts directs avec la Chine sont restés limités.
Les marchandises importées sont l'encens, les épices, la soie, l'ivoire, les céréales (40 000 tonnes par an), le miel, le poisson, la cire, le goudron, la laine noire, le linge fin, la teinture rouge, les chaussures (de Grèce), le marbre (Afrique et d'Asie), les pierres précieuses (d'Inde), les robes (de Babylone), les tissus de Syrie et les textiles.
Les importations sont payées en exportations de produits agricoles (huile, olives, vin, céréales) mais aussi de céramiques, artefacts métalliques, et verreries.

#### Marchés
Les marchés se présentent souvent sous la forme d'un espace clos avec une entrée unique, et comportant un certain nombre d'emplacements, avec des étals en pierre pour présenter les marchandises. 
Le marché le plus important est celui de Trajan, lié à la construction du Forum de Trajan par Apollodore de Damas. 
S'y trouvent groupées environ cent cinquante boutiques. 
La construction de ce marché monumental a eu pour conséquence d'enlever toute importance aux marchés traditionnels spécialisés (légumes, comestibles, poissons) du centre de la ville.

### Commerce et religion

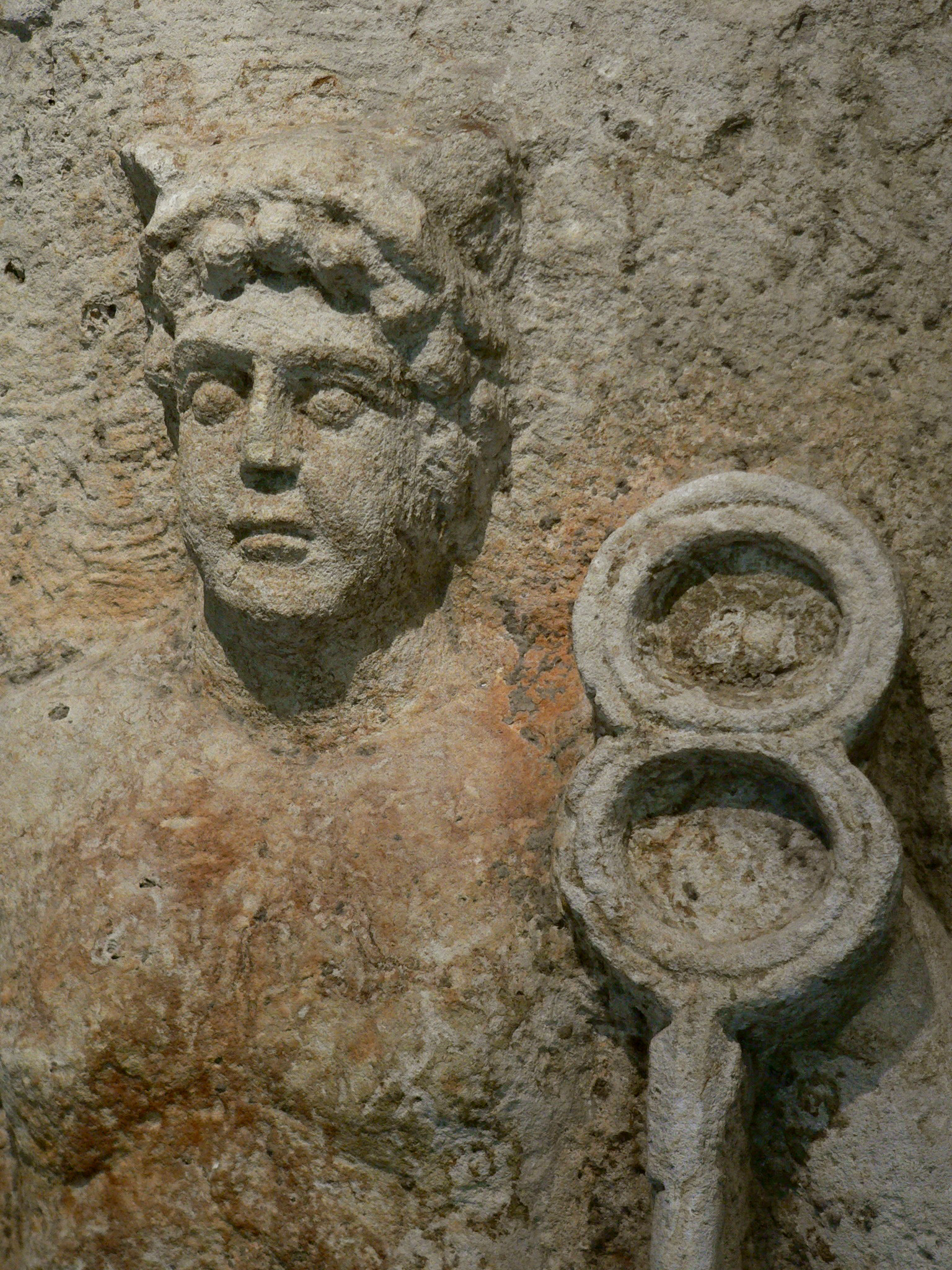
Stèle de Mercure au grand caducée, Musée Carnavalet, Paris

Initialement, dans la religion romaine, Dei Lucrii est le dieu de la santé, du profit, du commerce et de l'échange. 
Il est remplacé plus tard par Mercure devenu officiellement le dieu des mercatores donc le dieu de toutes les activités commerciales. 
Durant les Mercuralia, le 14 mai, chaque marchand romain doit effectuer un rituel personnel à Mercure où il demande à être lavé de ses fautes envers ses fournisseurs et ses clients.

## Services
- Prêtres
- Médecins
- Prostitués
- Éducateurs et enseignants

### Activités liées à l'art et aux spectacles
Les théâtres, les amphithéâtres et les cirques sont les lieux de la manifestation principaux pour les jeux publics dès la République. 
Musiciens, danseurs, chanteurs, acteurs gladiateurs, conducteurs de char, mais aussi tout le personnel nécessaire au bon déroulement des manifestations comme les cuisiniers, les gardes, les porteurs d'eau, les chasseurs d'animaux... vivent de cette activité. 
Les jeux doivent pour exister être « sponsorisés » par de riches évergètes afin, par exemple, de se garantir un vote au sénat. 
Il leur est commun de dépenser des fortunes, 380 000 sesterces, pour les ludi apollinares, ou 760 000 pour les ludi magni.
Les banquets romains se doivent d'accueillir danseurs, chanteurs, musiciens. 
Pour les cortèges funèbres, les plus riches font également appel à des musiciens, acteurs et danseurs.

### Système bancaire
Le développement de la puissance romaine et l’apparition du monnayage d’état font éclore des métiers spécialisés dans la finance, dont celui des banquiers de dépôt et de crédit (argentarius  – voir métiers financiers dans la Rome antique).
Cette professionnalisation dure plusieurs siècles avant de disparaître lors de la crise du IIIe siècle : troubles politiques, dévaluations à répétition et inflation constante lui sont fatales.
L'activité bancaire apparaît à Athènes au milieu du Ve siècle av. J.-C. 
À Rome, les sources la mentionnent uniquement à partir de la fin du  IVe siècle av. J.-C.
Le droit romain est attentif à la régulation de cette activité: obligation de tenir des registres, statut de créancier prioritaire du déposant en cas de banqueroute, caractérisation des types de dépôts...
Cette activité  financière professionnalisée est exercée par des membres, libres de naissance, des classes inférieures et par des affranchis. 
Les classes supérieures (ordres sénatoriale et équestre, notables des cités ) n'exercent pas de métier, occupation jugée non conforme à leur dignitas, leur prestige. 
Cela ne les empêche nullement de développer des activités financières souvent de grande ampleur, mais cela s'opère à titre  privé et ne relève pas du droit commercial.
À côté des banques privées se sont développées des banques publiques et des banques de temple. 
Elles se situent sur des lieux saints célèbres comme le temple d'Artémis à Éphèse.

### Autres services
Les insulae ne disposant pas de cuisine, nombre de Romains vont chercher à manger dans les thermopolia.

## Déclin
Pour certains historiens, l'effondrement du système financier est une des raisons estimées du Déclin de l'Empire romain d'Occident.
L'avancée technologique romaine se diffusant à travers l'empire fait perdre à la péninsule italienne sa sofianatie (suprématie ?) commerciale, puis diplomatique et enfin militaire.
Rome, à l'origine exportatrice, devient petit à petit importatrice et dépendante économiquement des régions.
L'équilibre entre la capitale et les provinces, puis entre l'Italie et les provinces, est maintenu uniquement par une imposition stricte.
Après le IIIe siècle, la prospérité disparaissant, l'évergétisme des empereurs et des notables laissent la place à celui de l’Église chrétienne.